# آربينو
آربينو، (بالإنجليزية: Arpino)‏، (اللغة النابولية:Arpinë)، هي (بلدية) في مقاطعة فروزينوني، في الوادي اللاتيني، ومنطقة لاتسيو، في وسط إيطاليا، على بعد حوالي 100 كم جنوب شرق روما. كان اسمها (الروماني: Arpinum)

## السكان
في سنة 1861 بلغ عدد السكان 11٬530 نسمة، وتطور العدد ليصل في سنة 2011 لـ 7٬386 نسمة.
يظهر هذا المخطط البياني تطور النمو السكاني لـ آربينو

## توأمة
لآربينو اتفاقيات توأمة مع كل من:
- Balatonfüred [الإنجليزية]‏
- فورميا

## أعلام
- غايوس ماريوس
- شيشرون